# Parcani (Rozdilna), Rozdilna
Parcani (în ucraineană Парканці, transliterat: Parkanți) este un sat în comuna Rozdilna din raionul Rozdilna, regiunea Odesa, Ucraina.

## Demografie
Componența lingvistică a localității Parcani
     Ucraineană (81,73%)
     Română (11,54%)
     Rusă (6,73%)
Conform recensământului din 2001, majoritatea populației localității Parcani era vorbitoare de ucraineană (81,73%), existând în minoritate și vorbitori de română (11,54%) și rusă (6,73%).